# Бритиш Кълъмбия Плейс
Бритиш Кълъмбия Плейс е стадион във Ванкувър, провинция Британска Колумбия, Канада с капацитет от ок. 55 000 седящи места.
На него се провеждат церемониите по откриването и закриването на Зимните олимпийски игри през 2010 г., както и някои от награждаванията. Стадионът е с най-големия подвижен покрив в Северна Америка. 